# Список умерших в 1027 году

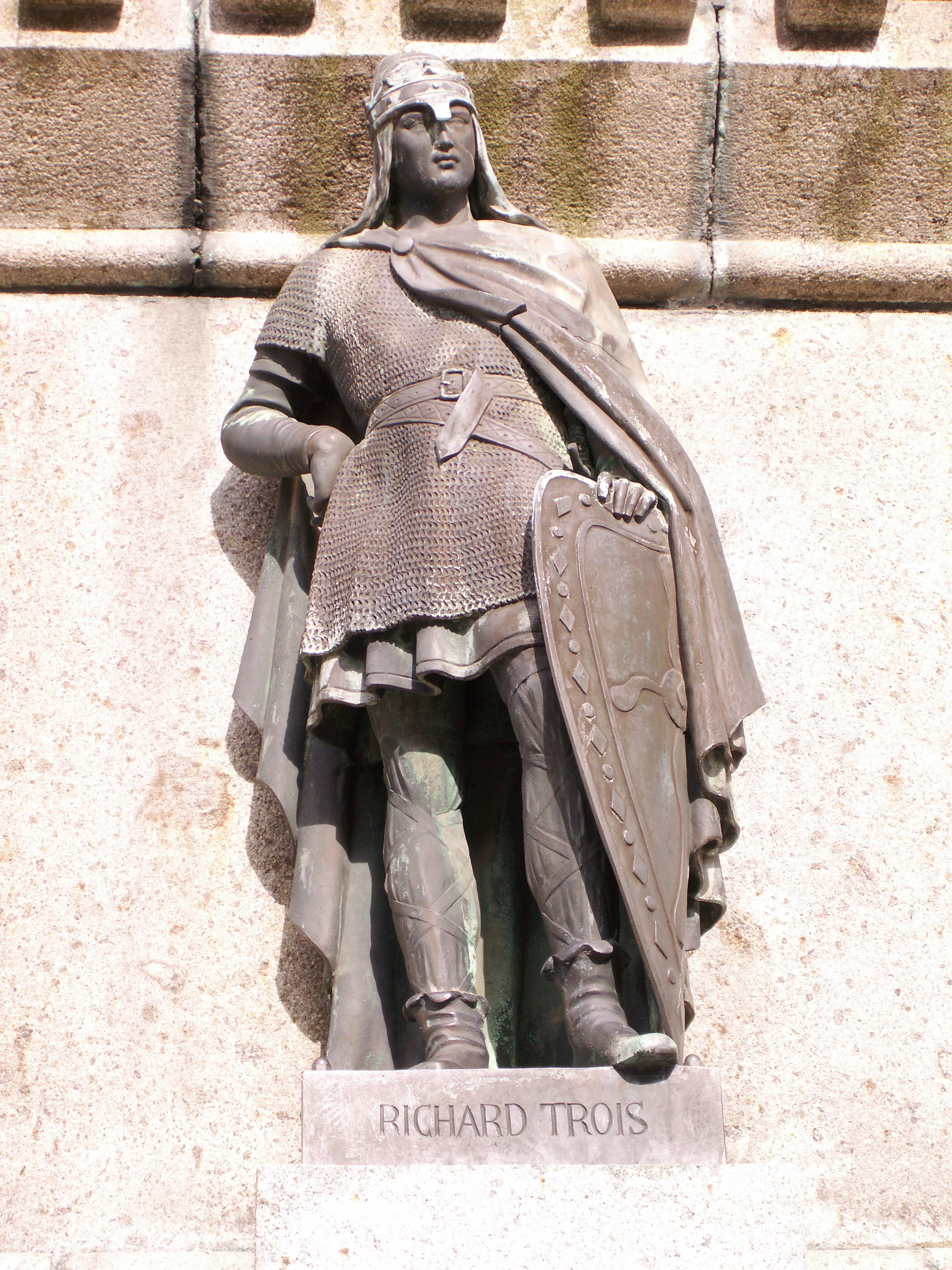
Ричард III

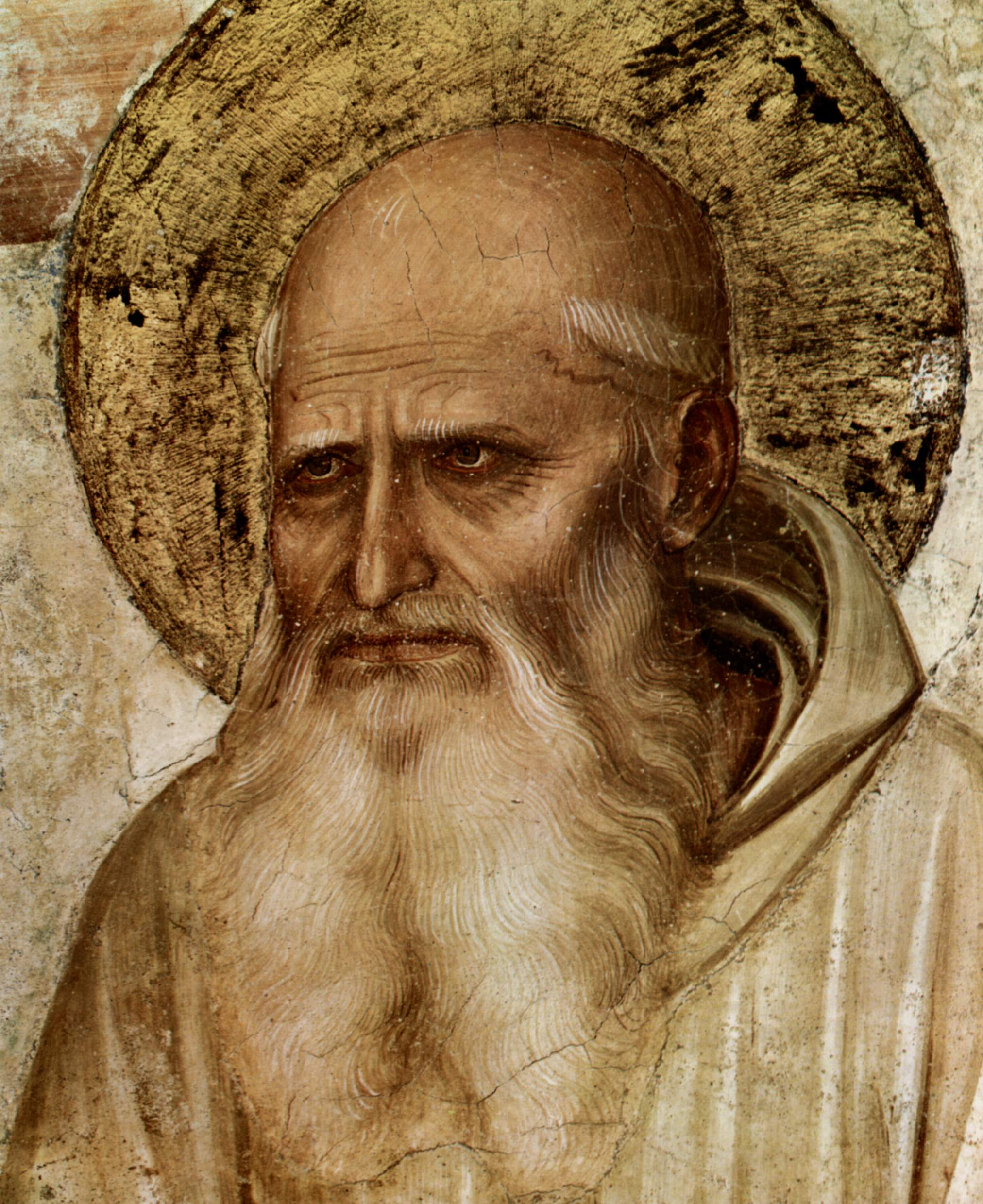
Ромуальд

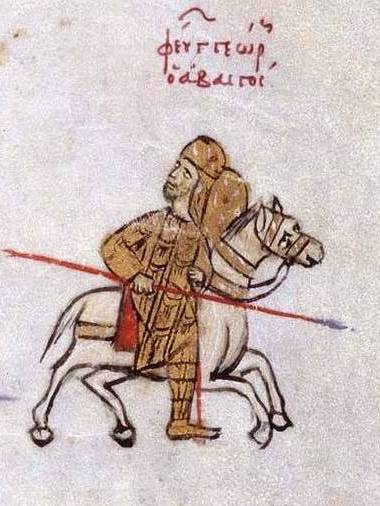
Георгий I

В этой статье представлен список известных людей, умерших в 1027 году.
См. также: Категория:Умершие в 1027 году

## Январь
- 3 января — Фудзивара но Юкинари[англ.] — японский каллиграф

## Февраль
- 20 февраля — Абу Исхак аль-Исфарайини — суннитский богослов, правовед шафиитской правовой школы (мазхаба), теоретик права (усуль аль-фикх) и комментатор Корана.

## Июнь
- 19 июня — Ромуальд — католический святой, монах, основатель конгрегации камальдулов.

## Август
- 6 августа — Ричард III — герцог Нормандии (1026—1027)
- 16 августа — Георгий I — царь Грузии с 1014 года

## Октябрь
- 15 октября — Аурелия Регенсбургская[нем.] — монахиня-затворница, святая христианской церкви

## Декабрь
- 3 декабря — Вальтер[нем.] — князь-епископ Шпайера (1006—1027) и поэт
- 24 декабря — Хартвиг II — пфальцграф Баварии (1001/1020—1027) из династии Арибонидов

## Дата неизвестна или требует уточнения
- Брихтволд[англ.] — епископ Корнуолла (1018—1027)
- Гвемар III — князь Салерно (ок. 994—1027)
- Иполит[пол.] — архиепископ Гнезно (ок. 1025—1027)
- Аль-Лялякаи — исламский богослов шафиитского мазхаба, хадисовед.
- Раньери[англ.]— маркграф Тосканы с 1014 года.
- Фудзивара но Кенши[англ.] — императрица-консорт Японии (1012—1018), жена императора Сандзё
- Язид ибн Ахмад — Ширваншах (991-1027), амир Баб ал-Абваба (1019-1021,1023-1024), основатель династии Кесранидов.